# PNOZ
PNOZ는 필츠가 만든 비상 정지 스위치 제품이다. 이 비상 정지 스위치는 1987년에 개발되었다. 이 안전 릴레이는 안전 기능을 수행하며 복잡하고 많은 시간이 소요되는 배선 접촉기의 공정을 대치한다.

## 제품 역사
제어 기술의 초기에는, 기능이 핵심이었으며 따라서 초점은 제어 유닛 공정의 매핑이었다. 시스템과 기계를 제어하기 위하여 릴레이와 접촉기가 사용되었다. 작업자를 보호하기 위한 정지 메커니즘이나 장치를 장착시킨 경우에는, 필요 시 공급 전원으로부터 액추에이터를 격리시켰다. 이러한 형식의 시스템은 장비 고장의 경우에 오버라이드 되면서 보호 기능이 무력화될 수 있었다. 따라서 이러한 격리 기능을 보호하는 방법을 고려하여야 하였다. 이러한 연구의 결과 나온 첫 번째 설계가 3-접촉기 조합과 같은 특별 릴레이 회로이었다. 이와 같은 조합 장치가 최초의 안전 릴레이인 PNOZ의 개발로 이어졌으며, Pilz는 이에 대한 특허를 획득하였다 (특허 번호 4033801). 특허 사양의 일부분은 다음과 같다: 단선 공정 이후에 채널의 초기화를 위하여, 첫 번째 초기화 회로와 함께 2-채널 비상 정지 장치가 설치되며, 이 첫 번째 초기화 회로는 수동 키의 도움으로 작동되고, 이 수동 키는 마음대로 조작할 수 있다. 비상 정지 장치가
자동적으로 켜진 상태로 유지되도록 하기 위하여, 공급 전압이 복구된 이후에도, 두 번째의 초기화 회로가 존재하도록 되어 있는데, 이 회로는 전압을 복구하는 기능만 동작되며 그렇지 않은 경우에는 아무런 영향도 주지 않는다.

## 설명
안전 릴레이는 안전 기능을 수행하는 장치이다. 위험한 상황이 발생되는 경우에, 이러한 안전 기능의 과업은 기존 위험을 받아 들일 수 있는 수준으로 감소시키기 위하여 적절한 수단을 사용하는 것이다. 사용 가능한 안전 기능들은 다음과 같다:
- 비상 정지 푸쉬 버튼
- 안전 게이트
- 라이트 빔 장치
- 압력 감지 매트
- 양손 제어 장치
- 타임 딜레이

안전 릴레이는 특정 기능들을 감시하며, 다른 안전 릴레이에 연결되는 경우에는, 기계나 시스템의 전체적인 모니터링을 보장한다. 안전 릴레이는 EN 60947-5-1, EN 60204-1 및 VDE 0113-1에서 규정하는 요건을 충족한다.

## 설계 및 기능
설계 기술이 안전 릴레이들 사이의 주된 차이를 만든다:
- 전통적인 접점-기반 릴레이 기술
- 전자식 평가 및 접점-기반 무 전압 출력 사용
- 반도체 출력을 가진 완전 전자 장치로의 변이

배선이 제대로 되었을 경우에, 안전 릴레이는 항상 자체의 안전 기능이 내부 고장 혹은 센서나 액추에이터와 같은 외부 원인을 가진 고장에 의하여 영향을 받지 않도록 설계되어야 한다.
정상적인 릴레이는 부하를 켜고 끌 때에 전선 코일 그리고 금속 접점의 기계적인 동작을 사용한다. 금속 접점은 동작 사이클이 반복됨에 따라서 녹아서 닫힐 수도 있다. 이러한 상황이 발생되면, 운전자가 비상 정지 스위치를 눌러도 기계가 가동을 멈추지 않게 되며, 결과적으로 운전자에게 위험이 초래된다. 따라서 다수의 유럽, 미국의 국가 및 국제 규범 그리고 안전 표준은 단순 릴레이와 접점 (스위치)을 위험한 기계에 사용하지 못하게 하고 있다.
제 1 세대 안전 릴레이의 대표적인 설계는 전통적인 릴레이 기술인 3-접점 조합에 기반을 두고 있다. 이 중복 설계는 배선 오류가 안전 기능의 손실로 이어지지 않도록 하려는 것이다. 포지티브-안내 접점을 가진 2개의 릴레이 (K1, K2)가 안전한 접점의 전환을 제공한다. 2개의 내부 회로인 CH1 과 CH2가 2개인 내부 릴레이들 중의 1개를 각각 작동시킨다. 이 회로는 시작 릴레이 K3에 의하여 작동된다. 연결 점 Y1 및 Y2 (피드백 루프) 사이에는 또 다른 모니터링 회로가 있다. 이 연결 장치는 액추에이터의 위치를 점검하고 감시하는데 사용되며, 이 액추에이터는 안전 접점을 통해서 작동 혹은 정지시킬 수 있다. 이 장치는 입력 회로의 모든 고장들, 예를 들면, 접점이 비상 꺼짐/비상 정지 푸시 버튼 혹은 출력 릴레이 상의 안전 접점들 중의 하나에 녹아서 눌러 붙는 모든 현상들을 탐지하도록 설계된다. 따라서 이 안전 장치는 장치가 다시 켜짐을 저지하며 결과적으로 릴레이 K1 및 K2의 작동을 중단시킨다.